# Al Husn (huyện)
Huyện Al Husn là một huyện thuộc tỉnh San`a', Yemen. Đến thời điểm năm 2003, huyện này có dân số 30124 người